# Kačerov (Loket)
Kačerov je malá vesnice, část obce Loket v okrese Benešov. Nachází se asi 2,5 km na severozápad od Lokte. V roce 2009 zde bylo evidováno 18 adres.
Kačerov je také název katastrálního území o rozloze 1,25 km².

## Historie
První písemná zmínka o vesnici pochází z roku 1548.